# الجمهورية العراقية الثانية
الجمهورية العراقية الثانية ورسميًا الجمهورية العراقية اسم يشير إلى الدولة العراقية بعد انقلاب شباط وهيمنة الحركات القومية على السلطة في العراق في 8 شباط (فبراير) 1963. وقد انقضى أجلها بانقلاب عسكري أدى إلى وصول حزب البعث إلى الحكم في 17 تموز (يوليو) 1968.